# 尾頭橋車站
尾頭橋車站（日语：／ Otōbashi eki */?）是由東海旅客鐵道（JR東海）所經營的鐵路車站，位於日本愛知縣名古屋市中川區尾頭橋四丁目，是東海道本線沿線的車站之一。根據JR的特定都區市內制度，尾頭橋車站屬於「名古屋市內」的車站之一，是由JR東海委託給子公司東海交通事業代為經營的業務委託車站，並由名古屋車站負責管理，設有綠窗口。

## 簡介
尾頭橋車站的設置最早可以追溯到1987年時在日本貨物鐵道（JR貨物）所屬的名古屋港線（東海道本線的貨運支線）上所設置的臨時車站「名古屋球場正門前車站」（ナゴヤ球場正門前駅），在當地民眾的請求之下，1994年時決定在鄰近該臨時站的東海道本線上設置常設車站。名古屋球場正門前車站在1994年日本職棒季賽最後一場決戰結束之後同時廢站，尾頭橋車站在隔年（1995年）3月16日正式啟用。車站的建設費用是由在附近經營場外賽馬券投注站WINS名古屋（ウインズ名古屋）的日本中央競馬會（JRA）所負擔，因此本站另有「WINS名古屋前」之副站名。雖然所設置的自動剪票口數量不多，但為了避免賽馬日等活動舉辦時乘客進出站過度擁擠，已先將剪票口的空間加寬。
至於車站名稱中的「尾頭橋」，是一座位在車站東南方、縣道115號津島七寶名古屋線橫跨堀川所設之橋樑。

## 周邊設施
- 名古屋球場
- WINS名古屋
- 松重閘門
- 唐吉軻德（ドン・キホーテ）PAW中川山王店
- 元祿屋書店
- 名古屋市立露橋國民小學
- 名古屋市立山王國民中學

## 結構
本站為島式月台1面2線的高架車站。

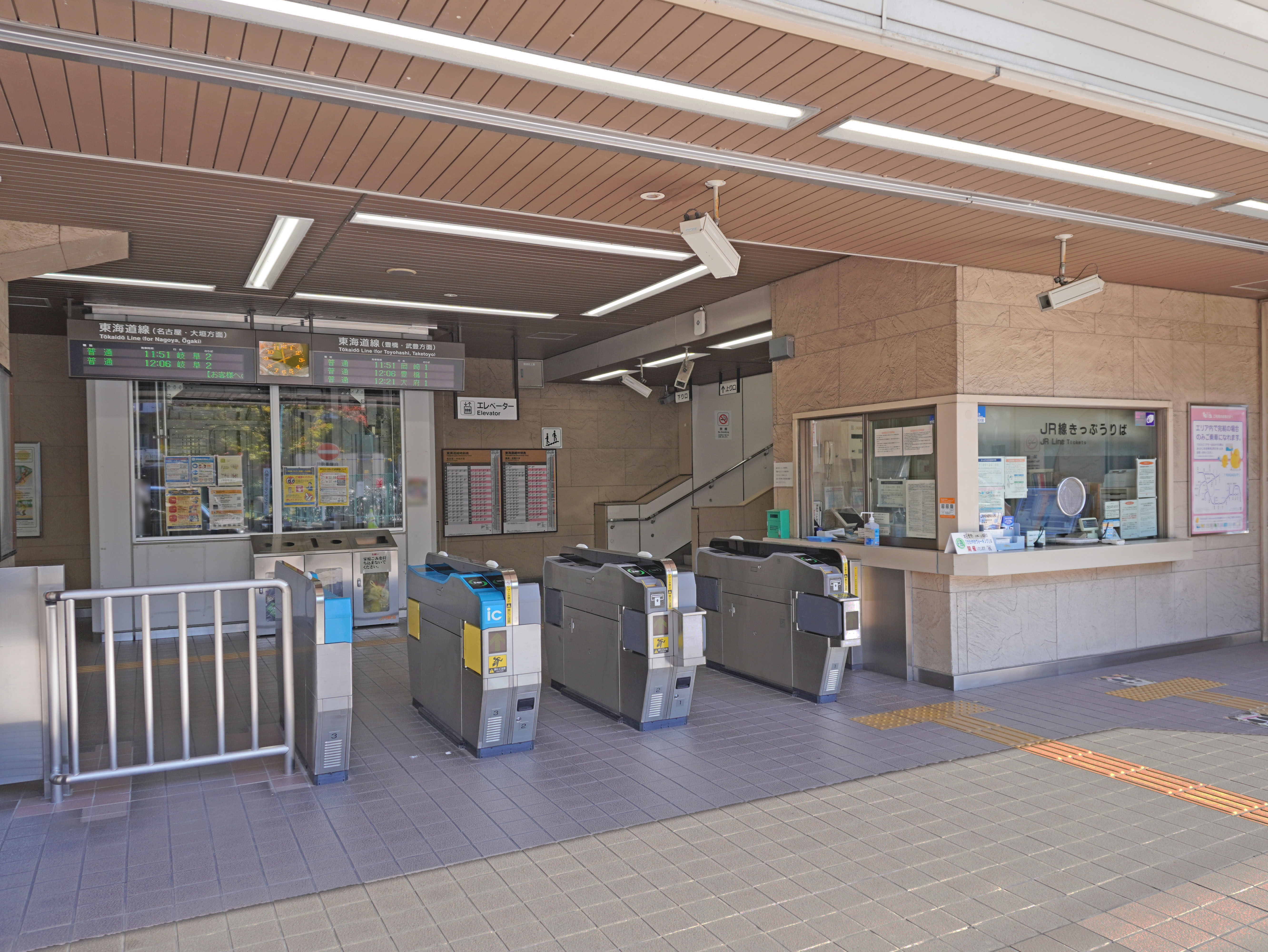
檢票口（2022年11月）
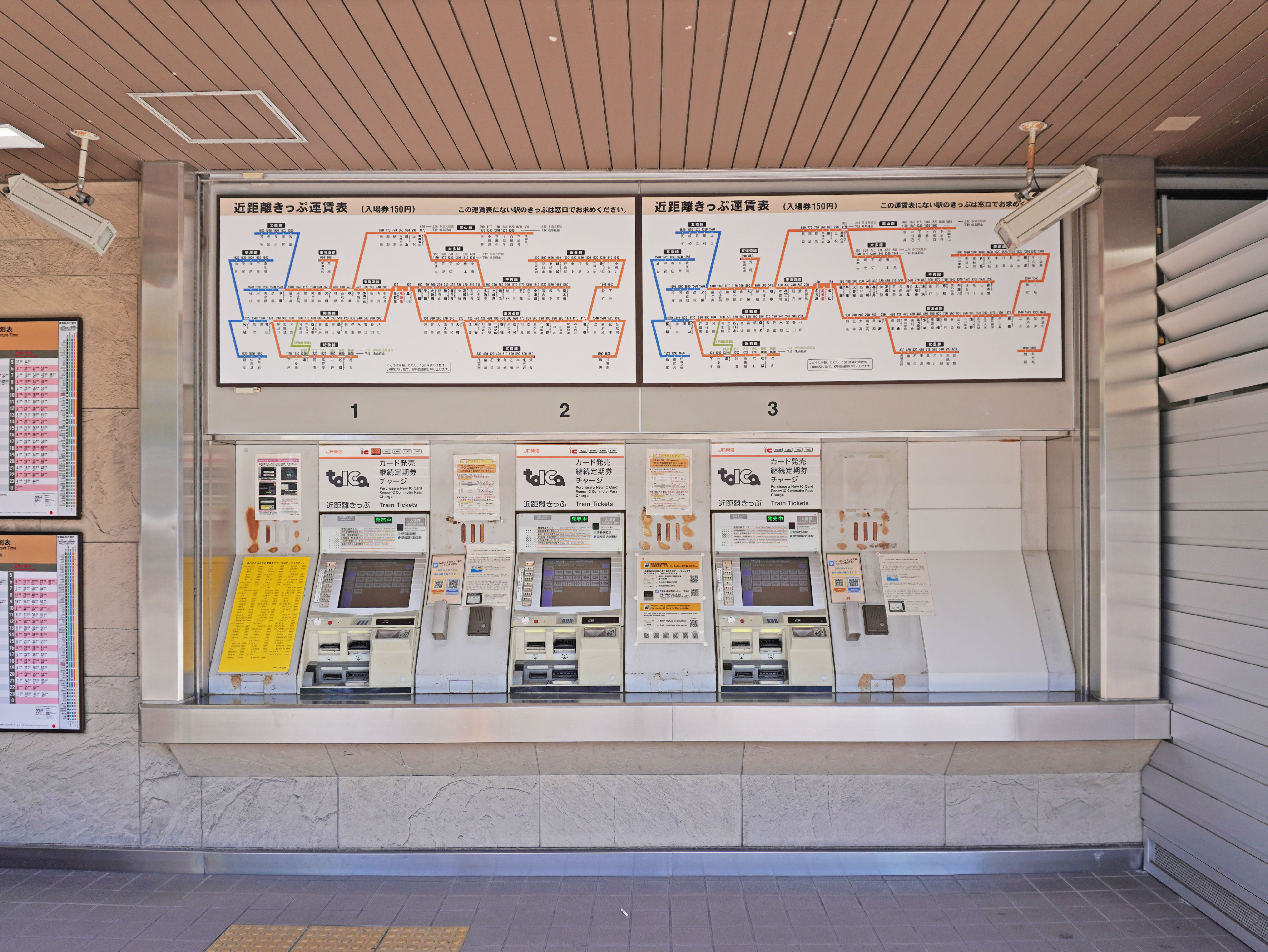
自動售票機（2022年11月）
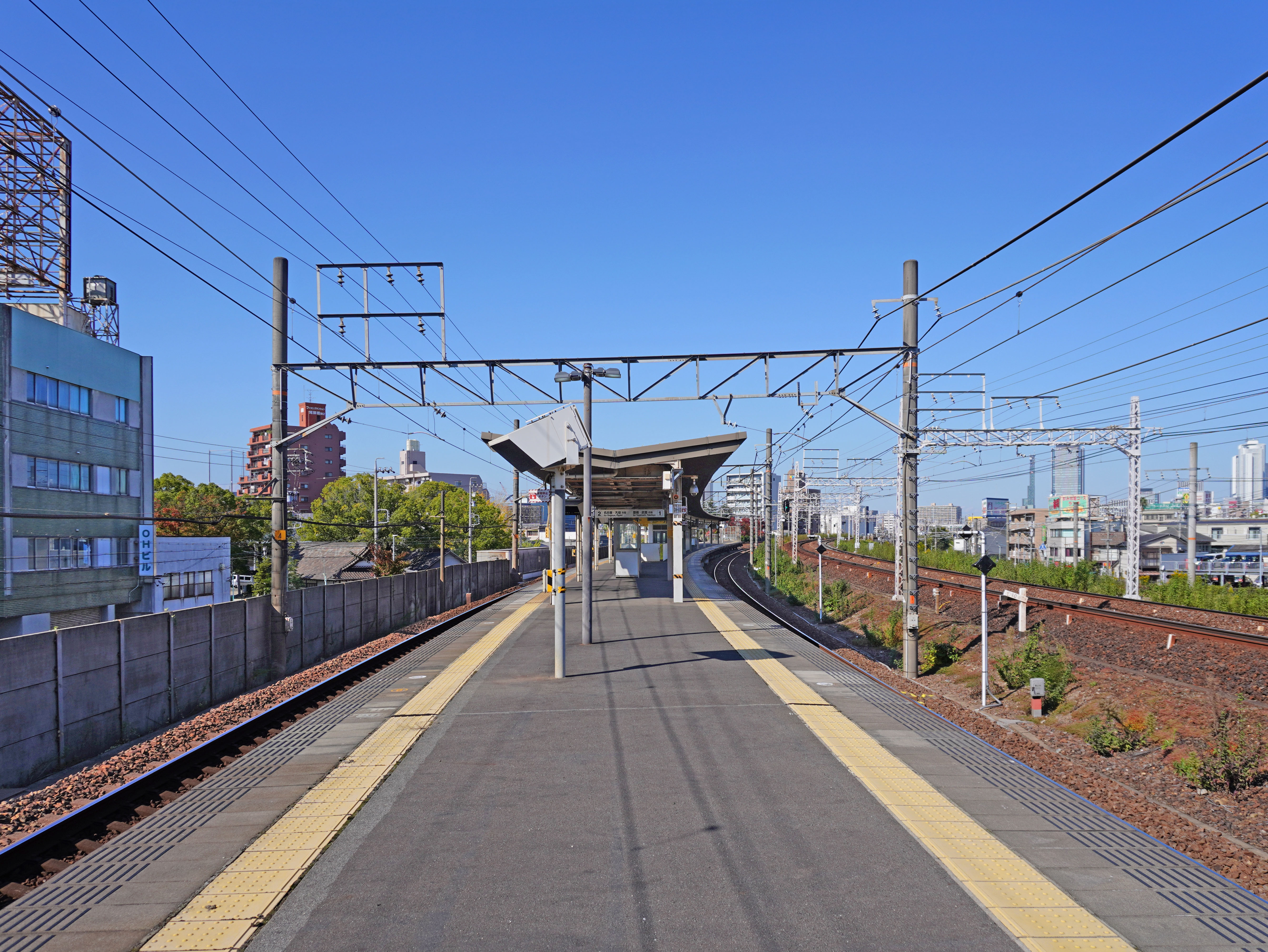
月台（2022年11月）
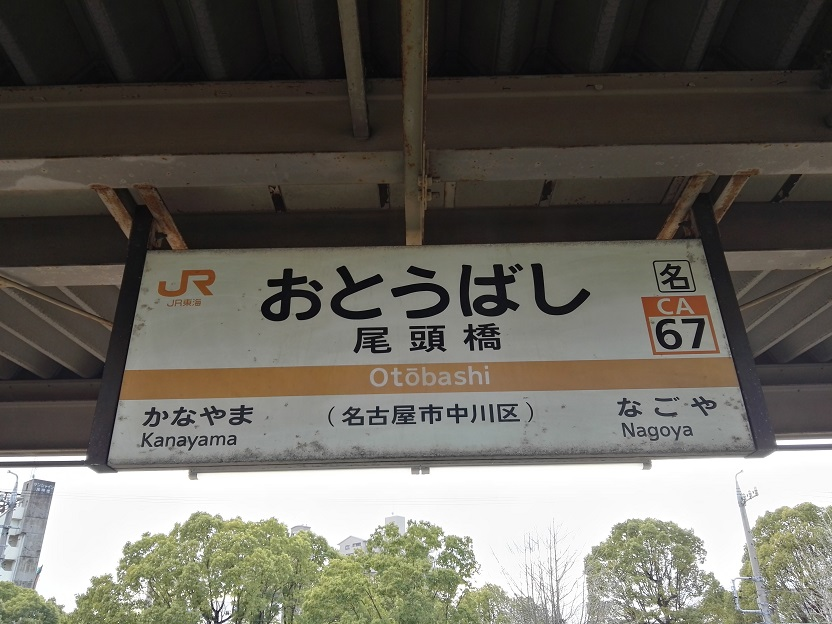
站名標（2018年12月）

### 月台配置
| 月台 | 路線       | 方向 | 目的地           |
| ---- | ---------- | ---- | ---------------- |
| 1    | 東海道本線 | 上行 | 豐橋、武豐方向   |
| 2    | 東海道本線 | 下行 | 名古屋、大垣方向 |

## 使用情況
根據「名古屋市統計年鑑」，此站一日平均上車人次如下表。
| 年度   | 一日平均 上車人次 |
| ------ | ----------------- |
| 1994年 | 1,875             |
| 1995年 | 3,030             |
| 1996年 | 3,593             |
| 1997年 | 3,077             |
| 1998年 | 3,105             |
| 1999年 | 3,040             |
| 2000年 | 3,052             |
| 2001年 | 3,041             |
| 2002年 | 3,022             |
| 2003年 | 3,053             |
| 2004年 | 3,093             |
| 2005年 | 3,159             |
| 2006年 | 3,318             |
| 2007年 | 3,415             |
| 2008年 | 3,479             |
| 2009年 | 3,354             |
| 2010年 | 3,343             |
| 2011年 | 3,289             |
| 2012年 | 3,245             |
| 2013年 | 3,103             |
| 2014年 | 3,107             |
| 2015年 | 3,276             |
| 2016年 | 3,398             |
| 2017年 | 3,504             |
| 2018年 | 3,643             |

## 相鄰車站
東海旅客鐵道
 東海道本線
■特別快速、■新快速、■快速、■區間快速
通過
■普通
金山（CA66）－尾頭橋（CA67）－名古屋（CA68）

### 來源
1. ↑  . 交通新聞 (交通新聞社). 2001-04-02: 9.
2. 1 2  駅掲示用時刻表の案内表記に準拠。これらはJR東海公式サイトの各駅の時刻表 （页面存档备份，存于）で参照可能（2015年1月現在）。
3. ↑  平成8年版名古屋市統計年鑑 11.運輸・通信 11-5.JR東海各駅の乗車人員 （页面存档备份，存于） 総数を16日で除した人数。
4. 1 2 3 4 5  平成12年版名古屋市統計年鑑 11.運輸・通信 11-5.JR東海各駅の乗車人員 （页面存档备份，存于） 総数を365および366で除した人数。
5. 1 2 3 4 5  平成17年版名古屋市統計年鑑 11.運輸・通信 11-7.JR東海各駅の乗車人員 （页面存档备份，存于） 総数を365および366で除した人数。
6. 1 2 3 4 5  平成22年版名古屋市統計年鑑 11.運輸・通信 11-7.JR東海各駅の乗車人員 （页面存档备份，存于） 総数を365および366で除した人数。
7. ↑  平成23年版名古屋市統計年鑑 11.運輸・通信 11-7.JR東海各駅の乗車人員 （页面存档备份，存于） 総数を365で除した人数。
8. ↑  平成24年版名古屋市統計年鑑 11.運輸・通信 11-7.JR東海各駅の乗車人員 （页面存档备份，存于） 総数を366で除した人数。
9. ↑  平成25年版名古屋市統計年鑑 11.運輸・通信 11-7.JR東海各駅の乗車人員 （页面存档备份，存于） 総数を365で除した人数。
10. ↑  平成26年版名古屋市統計年鑑 11.運輸・通信 11-7.JR東海各駅の乗車人員 （页面存档备份，存于） 総数を365で除した人数。
11. ↑  平成27年版名古屋市統計年鑑 11.運輸・通信 11-7.JR東海各駅の乗車人員 （页面存档备份，存于） 総数を365で除した人数。
12. ↑  平成28年版名古屋市統計年鑑 11.運輸・通信 11-7.JR東海各駅の乗車人員 （页面存档备份，存于） 総数を366で除した人数。
13. ↑  平成29年版名古屋市統計年鑑 11.運輸・通信 11-7.JR東海各駅の乗車人員 （页面存档备份，存于） 総数を365で除した人数。
14. ↑  平成30年版名古屋市統計年鑑 11.運輸・通信 11-7.JR東海各駅の乗車人員 （页面存档备份，存于） 総数を365で除した人数。
15. ↑  令和元年版名古屋市統計年鑑 11.運輸・通信 11-7.JR東海各駅の乗車人員 （页面存档备份，存于） 総数を365で除した人数。

## 外部連結
- 尾頭橋 - 東海旅客鐵道（日語）